# Kreuznacher Jahrmarkt
Koordinaten: 49° 51′ 7″ N, 7° 52′ 1″ O

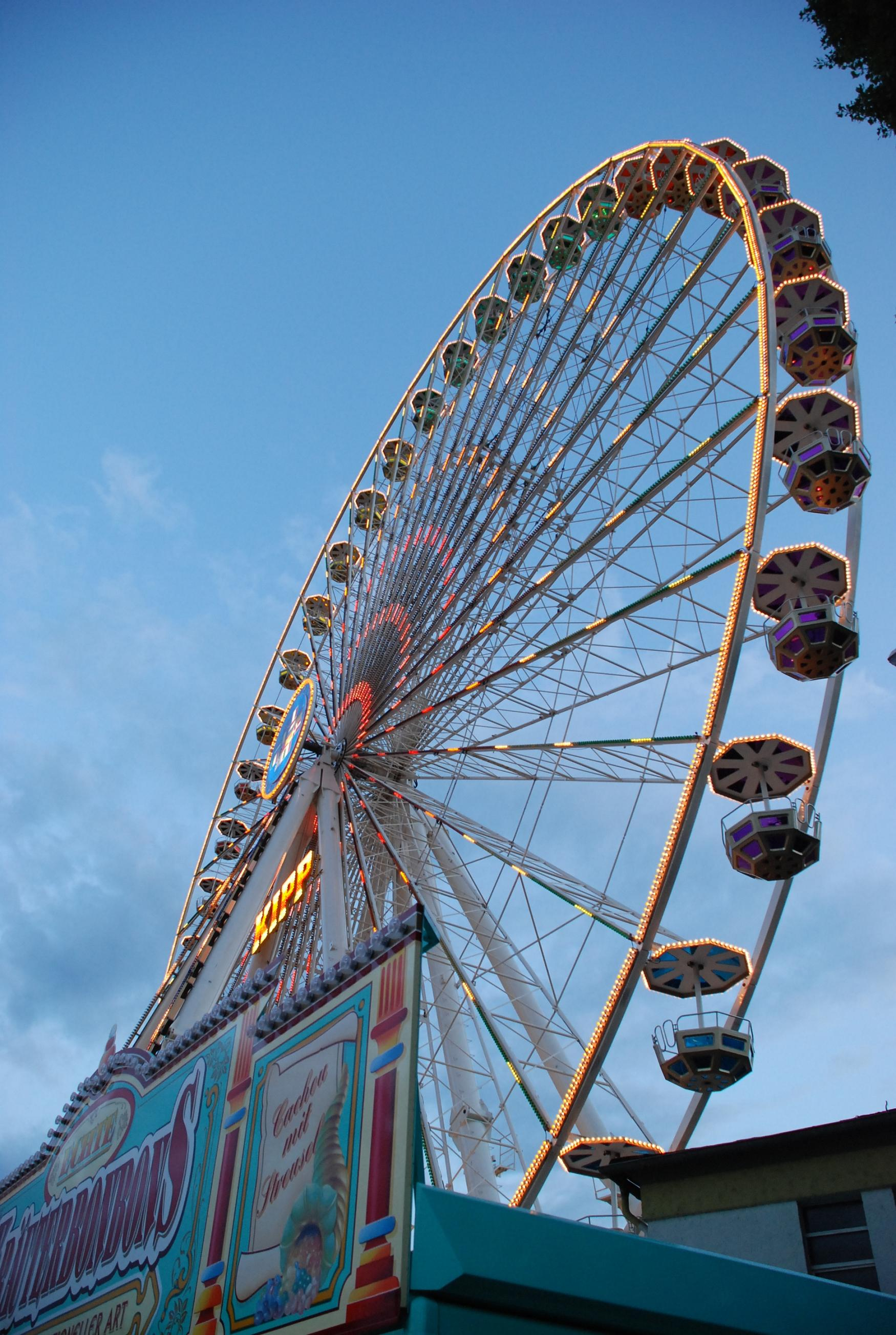
Riesenrad auf dem Bad Kreuznacher Jahrmarkt

Der Kreuznacher Jahrmarkt ist ein traditionelles Volksfest in Bad Kreuznach, das alljährlich am dritten Freitag im August beginnt und bis zum folgenden Dienstag dauert. Der Kreuznacher Jahrmarkt ist flächenmäßig das größte und bezogen auf die Besucherzahlen nach dem Wormser Backfischfest und dem Dürkheimer Wurstmarkt das drittgrößte Volksfest in Rheinland-Pfalz. Dabei zählt der Jahrmarkt in den fünf Tagen über 500.000 Besucher auf dem rund 63.000 Quadratmeter großen Festgelände „Pfingstwiese“. Neben den Händlern mit unterschiedlichen Produkten liegt der Schwerpunkt des Marktes heute auf den Schau-, Fahr- und Belustigungsbetrieben sowie der Gastronomie. Der Markt ist täglich bis 3 Uhr geöffnet und bietet am Dienstag traditionell um 22 Uhr ein etwa 20-minütiges Höhenfeuerwerk.
Moderne Fahrgeschäfte ebenso wie traditionelle Attraktionen wie Riesenrad und Kettenkarussell gehören regelmäßig zum Aufgebot der Schausteller, aber auch Ball- und Pfeilwurfwagen. Jahrmarkttypisch sind weiterhin Imbiss-, Ausschank- und Süßwarenstände aller Art vorhanden.

## Historisches
| Wissenswertes     | Wissenswertes       |
| ----------------- | ------------------- |
| Letzter Jahrmarkt | 16.–20. August 2024 |
| Ort               | Pfingstwiese        |
| Erstmals          | 19.–21. August 1810 |
| Größe             | 62.000 m²           |
| Besucher          | ca. 500.000         |
| Dauer             | 5 Tage              |
| Beschicker        | ca. 200             |
| Jubiläum          | 200 Jahre (2010)    |
| Motto             | „Nix wie enunner!“  |

Bereits im Mittelalter hatten 1361 Kaiser Karl IV. und 1418 König Sigismund von Luxemburg Jahrmarktsprivilege für Kreuznach erteilt. Der 14-tägige Jahrmarkt erhielt die Rechte der Frankfurter Messe, begann am Sonntag nach Pfingsten (Trinitatis) und wurde „Maimesse“ genannt; die Bezeichnung „Pfingstwiese“ für den Jahrmarktsort hat sich bis heute erhalten. Kurfürst Philipp der Aufrichtige und Herzog Johann I. von Pfalz-Simmern bewilligten 1490 einen zweiten jährlichen 14-tägigen Jahrmarkt, die „Elisabethmesse“ nach dem 19. November. Die Tradition der spätmittelalterlichen Verkaufsmessen schlief jedoch im Laufe der Zeit wieder ein.
Der erste Kreuznacher Jahrmarkt der neuen Zählung fand vom 19. bis 21. August 1810 statt, als die Stadt zum Ersten Französischen Kaiserreich gehörte. Der Termin des Marktes wurde auf den Sonntag nach dem Geburtstag des Kaisers Napoléon Bonaparte (15. August) festgelegt und dauerte bis zum folgenden Dienstag. Der Markt wurde, anknüpfend an die mittelalterliche Tradition, auf der außerhalb der Stadt gelegenen Pfingstwiese abgehalten. Das Marktgelände umfasste dabei rund 23.000 Quadratmeter. In den Anfängen des Jahrmarktes bestand dieser größtenteils aus Gastronomie und Viehmarkt. Im Laufe der Zeit kamen jedoch weitere Händler unterschiedlicher Waren hinzu, so etwa die „Barmer Spitzentante“, die in mehreren Generationen ab 1881 auf jedem Jahrmarkt präsent war, wie lange, ist nicht bekannt. Mit den Jahren und Jahrzehnten entwickelte sich der Kreuznacher Jahrmarkt jedoch stetig mehr zu einem Markt der Vergnügungen, bei dem die Waren in den Hintergrund gerückt sind.
Wo bis vor etwa 50 Jahren noch Varietébetriebe standen, die die Menschen mit skurrilen Dingen wie die „Frau ohne Unterleib“ und ähnlichem unterhielten, stehen heute mehr und mehr Fahrgeschäfte der neuesten Generationen. Somit ist in der 200-jährigen Geschichte des Bad Kreuznacher Jahrmarkts auch der technische Fortschritt gut zu beobachten.
Der Jahrmarkt war bis 1978 zu Fuß über die hölzerne „Nickelbrücke“ zu erreichen, die jedes Jahr extra für die Jahrmarktszeit über die Nahe aufgebaut wurde. Nach Ende des Jahrmarktes wurde die Brücke abgebaut und im Salinental gelagert. Wer die Brücke passieren wollte, musste zunächst 10 und später 20 Pfennig „Brückengeld“ zahlen. Einige Besucher sparten sich jedoch das Geld und wateten durch die im Sommer seichte Nahe.
Seit Anfang der 1990er Jahre ist die inoffizielle Eröffnung des Jahrmarkts bereits donnerstags. An diesem Tag haben alle Verpflegungsstände offen, die Fahrgeschäfte sind allerdings noch geschlossen. Viele Besucher nutzen bereits diesen Tag für einen Rundgang auf dem Festgelände. Außerdem findet an diesem Tag ein Schaustellergottesdienst statt.
Am Abend des 20. August 2011 wurde der Kreuznacher Jahrmarkt zum ersten Mal in seiner Geschichte wegen einer Bombendrohung unterbrochen. Der komplette Jahrmarktsplatz wurde innerhalb einer Stunde durch ein Großaufgebot an Polizisten geräumt. Die Menschen wurden unter anderem über Lautsprecher dazu aufgefordert, den Platz zu verlassen. Das gesamte Areal wurde gesperrt. Zusätzlich waren auch zahlreiche Feuerwehr- und Rettungskräfte vor Ort. Laut einem Sprecher des Polizeipräsidiums Mainz waren bis zu 50.000 Menschen betroffen. Erst am darauffolgenden Sonntagmorgen wurde der Jahrmarkt wieder freigegeben.
Der für den 21. bis zum 25. August 2020 vorgesehene Kreuznacher Jahrmarkt wurde aufgrund der COVID-19-Pandemie in Deutschland abgesagt.

### Benennung der Gassen und Plätze
Im Jahre 1973 wurde durch eine Verlosung 16 Straßennamen für die Gassen zwischen den Schaustellern bzw. Händlern ermittelt, die seither Jahr für Jahr durch die eigens für den Jahrmarkt gebauten Straßenschilder gekennzeichnet werden. In Anlehnung an die in den einzelnen Gassen und Plätzen ansässigen Händler und deren Waren (z. B. Baumwollgass: Händler, die Baumwollprodukte verkaufen) oder an die gesellschaftlichen Geschehnisse (Sprichklopperstroß, Schmusweid) bekam jede Straße und jeder Platz einen humoristischen Namen.
Die Straßennamen lauten wie folgt: 
- Am Dippemarkt
- Baumwollgass
- Brulljesmacherstroß
- Cellemochumer Stroß
- Debedeedamm
- Jakob-Thon-Stroß
- Johrmarktsbrick
- Klamottewesch
- Luftkutscherplatz
- Napoleonstroß
- Nix-wie-enunner-Stroß
- Schmusweid
- Schoppestecherstroß
- Spezialisteweg
- Sprichklopperstroß
- Strunzereck.

2007 bekam der Platz vor dem Riesenrad auch einen eigenen Namen und heißt seitdem
- „Himmelsguckerplatz“.

## Regelmäßige Beschicker
Viele Schausteller und Händler bauen regelmäßig ihre Zelte, Buden und Fahrgeschäfte auf dem Kreuznacher Jahrmarkt auf.

### Firmen und Familien
- seit über 100 Jahren Firma W. Rohleder (Vorher Go Kart Bahn und jetzt Time Bingo)
- seit über 50 Jahren Firma Renate Mönnig (Schießwagen)
- Familie Grell-Käupel (Etagen Cafe Grell)
- Familie Kehrein (Festzelte Kehrein)
- Familie Ahrend (Vesperhaus)
- Familie Heinert (Fischspezialitäten)
- Familie Krug (Pizza Krug)
- Familie Hugo Levy (Las Vegas Ballwurf)
- Familie Modes (Karussell/Baby-Flug)
- Familie Nagel (Wurzelsepp)
- Familie Malfertheiner (Kentucky Derby, Wüsten Derby)
- Familie Rosskopf, Goswin (Cadillac-Treff/Autoscooter/Schießwagen)
- Familie K. Peter, Speyer/Nickel (Wellenflug)
- Familie Kipp und Sohn (Europarad)
- Familie Spangenberger (Breakdance No. 1, Magic, Taiga Jet, Musik Express 3000)
- Familie Bügler (Ponyreiten, Bayernwippe/Discofieber, Joker)
- Familie Ruppert (Take off, Fliegender Teppich, *Casino* Automaten Spiel)
- Familie Kinzler (Breakdance No. 2, Revolution, Wilde Maus)

Die Auswahl der Stände, Zelte und Attraktionen obliegt dem „Jahrmarktsausschuss“ des Bad Kreuznacher Stadtrates, der jährlich nur etwa 20 % der Bewerbungen berücksichtigen kann. Die Mitgliedschaft in diesem Ausschuss wird meist nur langgedienten Ratsmitgliedern übertragen.

## Impressionen

Animation des Aufbaus
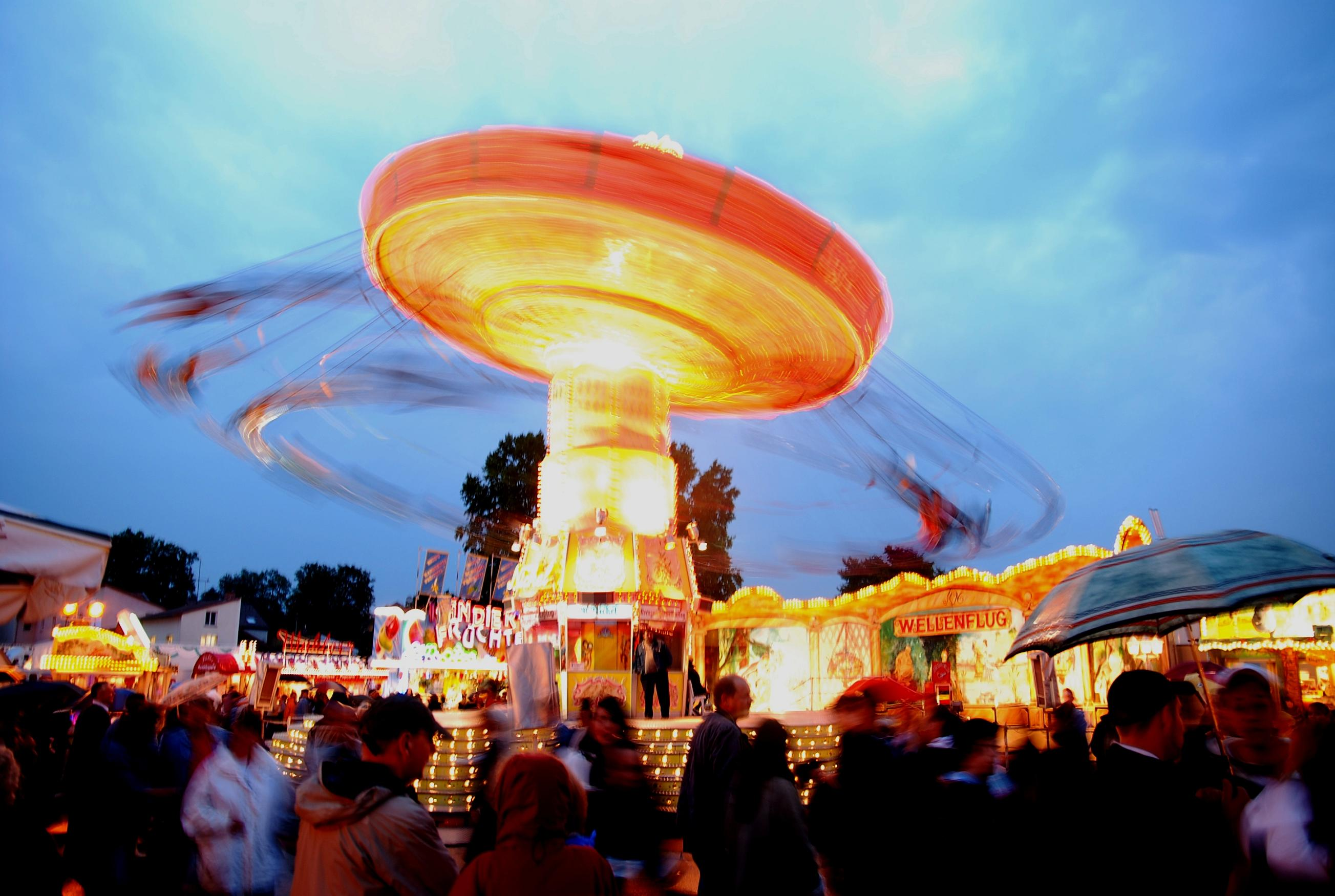
Wellenflug-Kettenkarussell
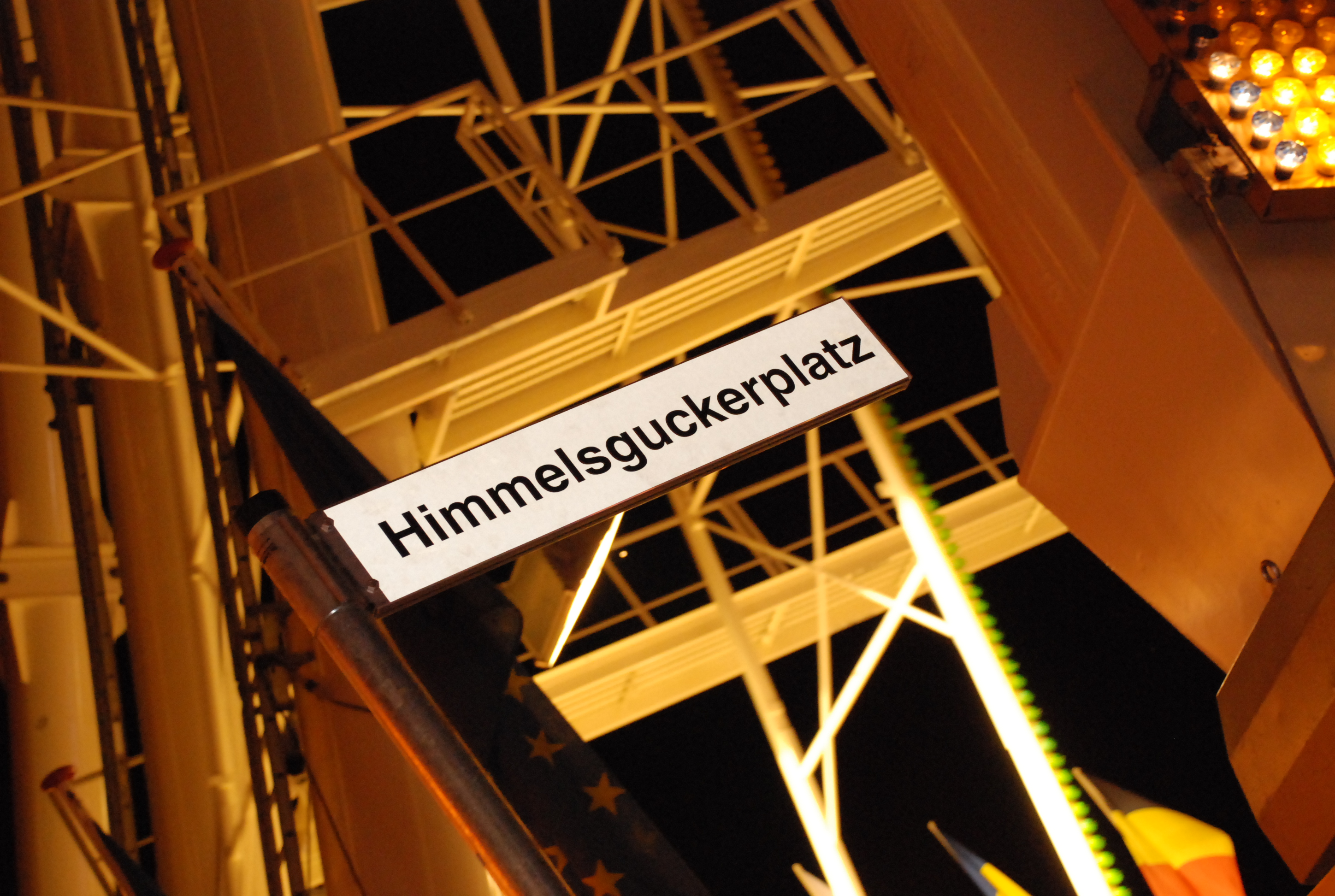
Himmelsguckerplatz
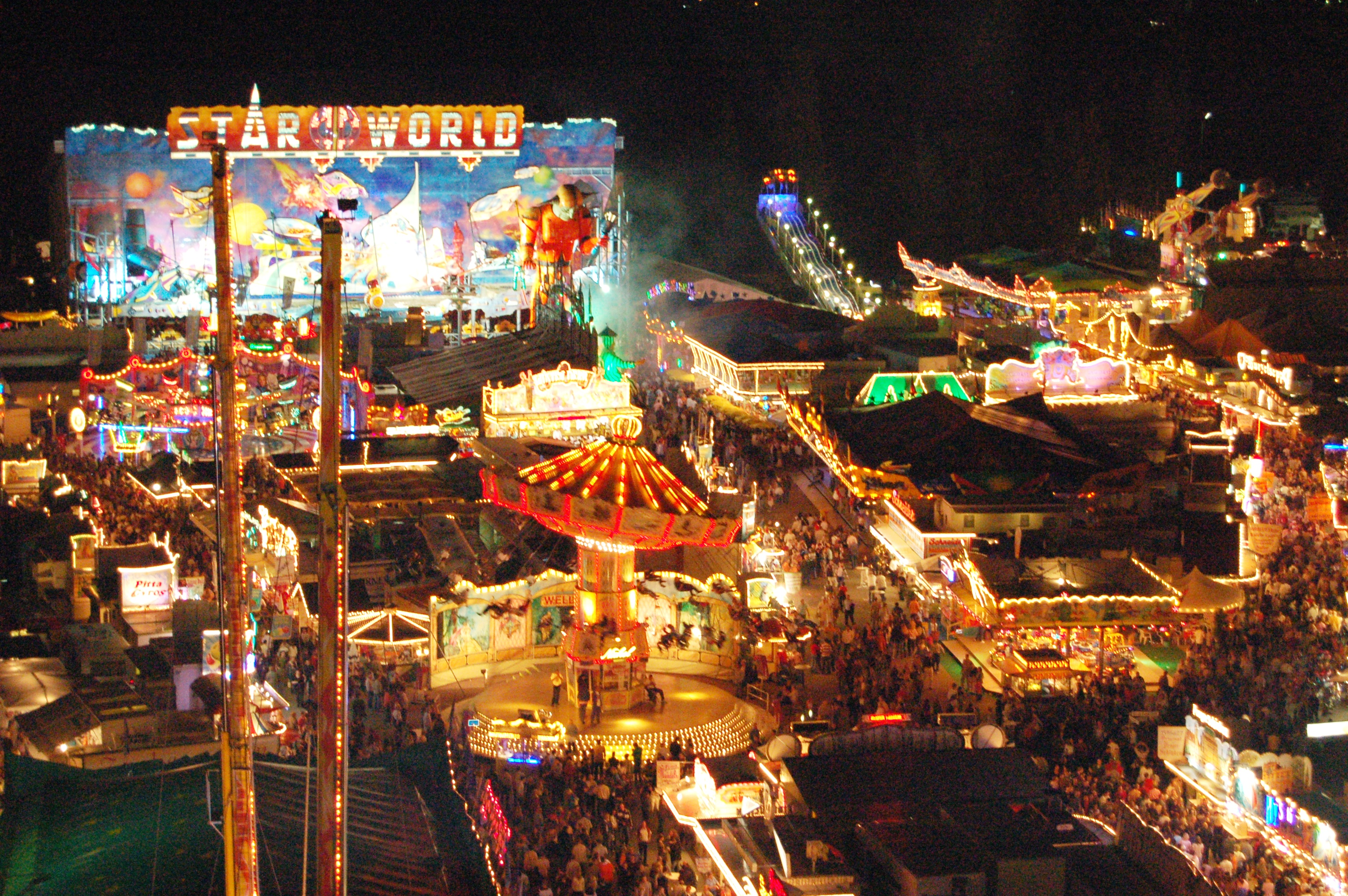
Teilübersicht 2006